# 金鐘獎節目類美術設計獎
金鐘獎節目類美術設計獎是由文化部影視及流行音樂產業局在臺灣舉辦的現行頒發獎項，1980年第15屆金鐘獎設立美術設計獎，2022年第57屆起，美術設計獎分細分設為戲劇類節目美術設計獎及一般節目類美術設計獎，2023年第58屆更名為節目類美術設計獎。

## 歷屆得獎暨入圍名單
|  | 獲獎者 |

### 美術指導獎（第15屆）
| 年度 （屆數）   | 電視作品                 |
| --------------- | ------------------------ |
| 1980 （第15屆） | 藍榮賢／《銀河星光》台視 |
| 1980 （第15屆） | 馬天驃／《西貢風雲》     |
| 1980 （第15屆） | 林格／《幕前幕後》       |

### 美術設計獎（第16屆）
| 年度 （屆數）   | 電視作品                 |
| --------------- | ------------------------ |
| 1981 （第16屆） | 劉勝利／《戰國風雲》中視 |
| 1981 （第16屆） | 連錦源／《鳳飛飛專輯》   |
| 1981 （第16屆） | 翁明川／《秋水長天》     |

### 美術指導獎（第17屆～第24屆）
| 年度 （屆數）   | 電視作品                                     |
| --------------- | -------------------------------------------- |
| 1982 （第17屆） | 陳維沅／《大漢天威》中視                     |
| 1983 （第18屆） | 姜宗望／《一龍四鳳》華視                     |
| 1984 （第19屆） | 吳道文／《煙雨江南》華視                     |
| 1984 （第19屆） | 焦鴻勳【方堅】／《透明光》                   |
| 1985 （第20屆） | 連錦源、江義輝／《飛上彩虹》中視             |
| 1985 （第20屆） | 李謀卿／《婆婆媽媽》                         |
| 1985 （第20屆） | 賴鎮遠／《書劍千秋》                         |
| 1986 （第21屆） | 藍榮賢／《第二十一屆電影金馬獎頒獎晚會》台視 |
| 1986 （第21屆） | 林政伯／《飛揚的歌手－楊烈專輯》             |
| 1986 （第21屆） | 邱則明／《銀河星座－文章專輯》               |
| 1987 （第22屆） | 陳炳義／《一代公主 第一集》中視              |
| 1987 （第22屆） | 林政伯／《無言的歌－潘越雲專輯》             |
| 1987 （第22屆） | 翁明川／《楊貴妃傳奇》                       |
| 1988 （第23屆） | 陳錦富／《飛揚的音符》中國電視公司           |
| 1988 （第23屆） | 吳道文／《西施》                             |
| 1988 （第23屆） | 劉岳鈞／《華視音樂廳》                       |
| 1989 （第24屆） | 朱克難／《八月桂花香》台灣電視公司           |
| 1989 （第24屆） | 姜宗望／《京華煙雲》                         |
| 1989 （第24屆） | 唐慶民、林政伯／《五線傳佳音》               |

### 最佳美術指導獎（第25屆）
| 年度 （屆數）   | 電視作品                   |
| --------------- | -------------------------- |
| 1990 （第25屆） | 任適正／《紅塵有愛》華視   |
| 1990 （第25屆） | 陳炳義／《一代名臣范仲淹》 |

### 電視美術指導獎（第26屆）
| 年度 （屆數）   | 電視作品                   |
| --------------- | -------------------------- |
| 1991 （第26屆） | 任適正／《愛》中華電視公司 |
| 1991 （第26屆） | 江憲正／《浴火鳳凰》       |
| 1991 （第26屆） | 黃志鴻／《末代兒女情》     |

### 美術指導獎（第27屆～第40屆）
| 年度 （屆數）   | 電視作品                                                     |
| --------------- | ------------------------------------------------------------ |
| 1992 （第27屆） | 黃志鴻／《碧海情天》台視                                     |
| 1992 （第27屆） | 江憲正／《國語連續劇：李師師》                               |
| 1992 （第27屆） | 楊本湛／《京城四少》                                         |
| 1993 （第28屆） | 黃志鴻／《末代皇孫》、《都市寓言系列》台視                   |
| 1993 （第28屆） | 吳進成／《新白娘子傳奇》                                     |
| 1993 （第28屆） | 賴鎮遠／《一代皇后大玉兒》                                   |
| 1995 （第30屆） | 黃志鴻／《倚天屠龍記》台灣電視公司                           |
| 1995 （第30屆） | 江憲正／《地久天長》                                         |
| 1995 （第30屆） | 江憲正／《草地外的天空、楊乃武與小白菜》                     |
| 1997 （第32屆） | 黃志鴻／《今生今世－新龍門客棧》台灣電視公司                 |
| 1997 （第32屆） | 任適正／《紅樓夢》                                           |
| 1997 （第32屆） | 江憲正／《斷掌順娘》                                         |
| 1997 （第32屆） | 陳慧娟／《白鷺鷥的幻想：江文也傳》                           |
| 1997 （第32屆） | 費家駿／《第一世家》                                         |
| 1999 （第34屆） | 劉勝利／《金鐘劇展－老伴兒》中國電視公司                     |
| 1999 （第34屆） | 尤佳施／《超級演唱秀》                                       |
| 1999 （第34屆） | 張弘／《人生劇展－夏日午後》                                 |
| 1999 （第34屆） | 陳君天／《小宇宙之旅》                                       |
| 1999 （第34屆） | 許英光／《人生劇展－過年》                                   |
| 2000 （第35屆） | 蔡照益／《台灣作家劇場—天馬茶房》民間全民電視股份有限公司    |
| 2000 （第35屆） | 楊紀迪／《HDTV SHOW》                                        |
| 2000 （第35屆） | 溫重盛／《富貴在天》                                         |
| 2000 （第35屆） | 黃志鴻／《絕代雙驕》                                         |
| 2000 （第35屆） | 龐清正、劉政宏／《誰在橋上寫字》                             |
| 2001 （第36屆） | 張世豪／《MR.COM之死》中國電視公司                           |
| 2001 （第36屆） | 天空之城美術小組／《天空之城》                               |
| 2001 （第36屆） | 笨小孩美術小組／《笨小孩》                                   |
| 2001 （第36屆） | 陳秀玉、高智煌／《情人的眼淚》                               |
| 2001 （第36屆） | 黃澤清、陳燕芬／《美麗人生》                                 |
| 2002 （第37屆） | 莊閔盛、楊證譯／《月亮不見了》財團法人公共電視文化事業基金會 |
| 2002 （第37屆） | 李岳峰、洪明成／《後山日先照》                               |
| 2002 （第37屆） | 林玉山、鄭淑芸、謝志明／《A-GO-GO劇場》                      |
| 2002 （第37屆） | 翁明川／《江山樓》                                           |
| 2002 （第37屆） | 謝富貴／《煙雨江南》                                         |
| 2003 （第38屆） | 許英光／《孽子》財團法人公共電視文化事業基金會               |
| 2003 （第38屆） | 王詩水、洪明成／《家》                                       |
| 2003 （第38屆） | 陳永凱／《我倆沒有明天》                                     |
| 2003 （第38屆） | 黃玉郎／大愛劇場-《新芽》                                    |
| 2003 （第38屆） | 蔡照益／大愛劇場-《望海》                                    |
| 2004 （第39屆） | 張宇翱、邴啟飛／大愛劇場-《四重奏》大愛衛星電視股份有限公司  |
| 2004 （第39屆） | 謝萬居／大愛劇場-《浮生》                                    |
| 2004 （第39屆） | 謝易霖／《戀香》                                             |
| 2004 （第39屆） | 邱若龍／《風中緋櫻》                                         |
| 2004 （第39屆） | 巫知諭、史哲等65人／《寒夜續曲》                             |
| 2005 （第40屆） | 青頻果公司美術組／《浪淘沙》民間全民電視股份有限公司         |
| 2005 （第40屆） | 陳俊榮、高志龍／《台灣的歌》                                 |
| 2005 （第40屆） | 紀尚蓮／《台灣百合》                                         |
| 2005 （第40屆） | 黃千容、陳鵬屹 ／《米迦勒之舞》                              |
| 2005 （第40屆） | 許英光、姚君、廖淑珍、許淑華／《孤戀花》                     |

### 美術設計獎（第41屆～第56屆）
| 年度 （屆數）   | 電視作品 |
| --------------- | --- |
| 2006 （第41屆） | 劉基福／大愛劇場-《明月照紅塵》大愛衛星電視股份有限公司                                                                                 |
| 2006 （第41屆） | 朱家麟／《失戀高跟鞋》 |
| 2006 （第41屆） | 邱國維／《週日狂熱夜》 |
| 2006 （第41屆） | 林智明、洪銘澤、嚴興國／大愛劇場-《草山春暉》                                                                                           |
| 2006 （第41屆） | 陳俊榮、高志龍／《台灣的歌》 |
| 2007 （第42屆） | 梁國祥、李亮賜、成家嘉、許聰仁／《打拚－台灣人民的歷史》財團法人公共電視文化事業基金會                                                  |
| 2007 （第42屆） | 王詩蕙／《Silence深情密碼》 |
| 2007 （第42屆） | 邱國維／《週日狂熱夜》 |
| 2007 （第42屆） | 張宇翱、蘇耀堂／《祖師爺的女兒》 |
| 2007 （第42屆） | 陳俊榮、高志龍／《台灣望春風》 |
| 2008 （第43屆） | 李育升、許瑜庭、徐得寰、徐得宇、蔡俊郎／《劉三妹》客家電視台                                                                            |
| 2008 （第43屆） | 陳竹昇、蕭正偉／公視人生劇展-《桔醬的滋味》                                                                                             |
| 2008 （第43屆） | 張宇翱／《亂世豪門》 |
| 2008 （第43屆） | 許英光、陳姚君／《大將徐傍興》 |
| 2008 （第43屆） | 嚴國良／公視人生劇展-《不愛練習曲》 |
| 2009 （第44屆） | 郭臻鈺、陳昕萍、戴德偉／《痞子英雄》財團法人公共電視文化事業基金會                                                                      |
| 2009 （第44屆） | 李天爵／大愛劇場-《真情伴新月》 |
| 2009 （第44屆） | 邱若龍、陳文彬／《千年》 |
| 2009 （第44屆） | 黃榮信、林佑如／《動漫瘋-複製年代》 |
| 2009 （第44屆） | 霍達華／公視人生劇展-《最愛就是你》 |
| 2010 （第45屆） | 吳若昀／《看見天堂》影一製作所股份有限公司                                                                                              |
| 2010 （第45屆） | 施曉君、陳韻陵／公視人生劇展－《痞子老情人》                                                                                            |
| 2010 （第45屆） | 張宇翱／《我在1949，等你》 |
| 2010 （第45屆） | 郭怡君／公視人生劇展－《時代照相館》 |
| 2010 （第45屆） | 許英光、陳姚君、劉榮裕／客家劇場－《牽紙鷂的手》                                                                                        |
| 2011 （第46屆） | 劉基福／《瑰寶1949》台灣時華製作事業有限公司                                                                                            |
| 2011 （第46屆） | 朱家麟、彭維民／《舊情照相館》 |
| 2011 （第46屆） | 程一峰／《二二九光榮事變》 |
| 2011 （第46屆） | 閔薏蘭、楊證譯／《數到第365天》 |
| 2011 （第46屆） | 黃婉妮／《3個1個人》 |
| 2012 （第47屆） | 吳若昀／公視人生劇展—《結婚不結婚》英屬維京群島商星城娛樂股份有限公司台灣分公司                                                         |
| 2012 （第47屆） | 楊證譯、莊閔盛、趙正安／《水果冰淇淋》                                                                                                  |
| 2012 （第47屆） | 簡春玉／《粉愛粉愛你》 |
| 2012 （第47屆） | 羅文光、游麗光／大愛戲劇—《愛的微光》                                                                                                   |
| 2012 （第47屆） | 蘇耀堂／《微笑面對》 |
| 2013 （第48屆） | 柯青每／公視人生劇展—《仲夏夜府城》安澤映畫有限公司                                                                                     |
| 2013 （第48屆） | 林沛辰／《罪美麗》 |
| 2013 （第48屆） | 許英光、趙舒音／《回家》 |
| 2013 （第48屆） | 鄭嘉偉／《穿越101》 |
| 2013 （第48屆） | 賴勇坤／公視人生劇展—《三朵花純理髮》                                                                                                   |
| 2014 （第49屆） | 范家綺／《慢吞吞小學》多多影像製作有限公司                                                                                              |
| 2014 （第49屆） | 彭維民、葉承達／公視學生劇展—《自由人》                                                                                                 |
| 2014 （第49屆） | 蒲士榮／公視人生劇展—《回家的女人》 |
| 2014 （第49屆） | 劉基福、林智明／客家劇場—《在河左岸》                                                                                                   |
| 2014 （第49屆） | 蘇耀堂、李建裕／《雨後驕陽》 |
| 2015 （第50屆） | 陳嘉晟／客家劇場—《新丁花開》客家電視台                                                                                                 |
| 2015 （第50屆） | 尤佳施、黃健豪、吳進偉、蔡燦恩、陳淑琳／《全球中文音樂榜上榜》                                                                          |
| 2015 （第50屆） | 姚國禎、曾少宗／《許涼涼與她的少女們》                                                                                                  |
| 2015 （第50屆） | 陳韋中／《超級夥伴》 |
| 2015 （第50屆） | 廖秉怡／《一個角落》 |
| 2016 （第51屆） | 許英光、姚君、許淑華、嚴振欽／《一把青》台北創造電影有限公司                                                                            |
| 2016 （第51屆） | 王筱恬／公視人生劇展-《衣櫃裡的貓》 |
| 2016 （第51屆） | 唐嘉宏／《愛情算不算》 |
| 2016 （第51屆） | 許英光／《紫色大稻埕》 |
| 2016 （第51屆） | 簡春玉／《滾石愛情故事 小薇》 |
| 2017 （第52屆） | 王冠懿、張軼峰／《最後的詩句》財團法人公共電視文化事業基金會                                                                            |
| 2017 （第52屆） | 林沛辰／滾石愛情故事－《祝我幸福》 |
| 2017 （第52屆） | 姚君、翁定洋／外鄉女－《黑美人》 |
| 2017 （第52屆） | 唐嘉宏／《五星級魚乾女》 |
| 2017 （第52屆） | 簡春玉／滾石愛情故事－《鬼迷心竅》 |
| 2018 （第53屆） | 林仲賢、麥可姐【王郁文】、儲旭【儲榢逸】、凃維廷／《麻醉風暴 2》瀚草影視文化事業股份有限公司、財團法人公共電視文化事業基金會            |
| 2018 （第53屆） | 尤稚儀、周建良、李怡穎／《阿水和國祥》                                                                                                  |
| 2018 （第53屆） | 連玉喆、劉基福、陳雅雯／植劇場《五味八珍的歲月》                                                                                        |
| 2018 （第53屆） | 陳柏任、黃明仁、鍾佳珮／《他們在畢業的前一天爆炸 2》                                                                                    |
| 2018 （第53屆） | 陳嘉晟、柯德峰、陳憶玲、劉宴伶、曹政隆／客家劇場–《台北歌手》                                                                           |
| 2019 （第54屆） | 吳若昀、黃明仁、賴琬婷、王重治、姚良奇、林佳齡／《你的孩子不是你的孩子-貓的孩子》移動小姐文字光影創作室、財團法人公共電視文化事業基金會 |
| 2019 （第54屆） | 尤稚儀／《野雀之詩》 |
| 2019 （第54屆） | 張軼峰／《奇蹟的女兒》 |
| 2019 （第54屆） | 陳昱翔、蔡佩蓁／公視學生劇展－《無塵之地》                                                                                              |
| 2019 （第54屆） | 羅文璟、潘胤余／《我們與惡的距離》 |
| 2020 （第55屆） | 梁碩麟、施筱柔／《罪夢者》新加坡商棱聚傳播有限公司台灣分公司                                                                            |
| 2020 （第55屆） | 二馬【馮建彰】／《聲林之王 聲境傳奇》                                                                                                   |
| 2020 （第55屆） | 元述【廖建安】、施筱柔、儲旭【儲榢逸】、郭憲聰／《誰是被害者》                                                                          |
| 2020 （第55屆） | 廖晏舟、黃嬿莼／《用九柑仔店》 |
| 2020 （第55屆） | 劉蕙屏、林芷妤／公視新創電影《4X相識—前世情人的情人》                                                                                   |
| 2021 （第56屆） | 王誌成、王佳惠、葉智雄、楊喻憲、郭家宥／《天橋上的魔術師》原子映象有限公司                                                              |
| 2021 （第56屆） | 王登鈺、余聿、王景賢／《布農神話》 |
| 2021 （第56屆） | 郭語彤／公視迷你電影院—《家庭式》 |
| 2021 （第56屆） | 陳韋中／公視人生劇展─《人生清理員》 |
| 2021 （第56屆） | 鄭予舜／公視新創電影《訪客》 |

### 一般節目類美術設計獎（第57屆）
| 年度 （屆數）   | 電視作品                                                                                                   |
| --------------- | --- |
| 2022 （第57屆） | 呂昱緯、李信興、黃孟瑩／《大嘻哈時代》聯鑫行銷股份有限公司、三立電視股份有限公司、好看娛樂製作股份有限公司 |
| 2022 （第57屆） | 許皓程、林姵瑄、張雅雅、張家寧／《歐米天空》                                                               |
| 2022 （第57屆） | 郭又慈、盧朝勇、鄭文傑、詹正筠／《下一步，AI。NEXT，愛》                                                   |
| 2022 （第57屆） | 葉為元、林善義／《2049＋絕處逢聲》                                                                         |
| 2022 （第57屆） | 蘇育賢、林欣頤、賴辰威／《36題愛上你》                                                                     |

### 節目類美術設計獎（第58屆～至今）
| 年度 （屆數）   | 電視作品 |
| --------------- | --- |
| 2023 （第58屆） | 王喬逸、郭嘉霖、2DOGG【蔡祥煌】／《大嘻哈時代2》聯鑫行銷股份有限公司、三立電視股份有限公司、源活國際娛樂整合行銷股份有限公司、我的檔期有限公司 |
| 2023 （第58屆） | 吳明昇／《巷弄裡的吉光片羽》 |
| 2023 （第58屆） | 李盈萱、曾豪銘、劉淑婷、賴篁霖／《霹靂英雄戰紀之蝶龍之亂下闋》                                                                                 |
| 2023 （第58屆） | 郭又慈、鄭文傑、盧朝勇／《基因啟示-解碼與編輯》                                                                                                |
| 2023 （第58屆） | 黃有傑／《妖果小學》 |
| 2024 （第59屆） | 史明輝／《阿甯咕大戰想像蟲》 |
| 2024 （第59屆） | 朱培峰、林欣頤、陳國諒、賴辰威／《HiHi導覽先生》                                                                                               |
| 2024 （第59屆） | 吳明昇／《一字千金 筆武大匯》 |
| 2024 （第59屆） | 黃有傑、蕭羽珊、陳怡伶、韓恩妮／《妖果小學第二季-金鑠鑠的真相小組》                                                                            |
| 2024 （第59屆） | 賴德欽、鄭皓心、凌福揚／《客家製譟》 |
| 2025 （第60屆） | |
|                 | |
|                 | |
|                 | |
|                 | |

## 外部連結
- 廣播電視金鐘獎官方網站 （页面存档备份，存于）
- 歷屆電視金鐘獎得獎入圍名單 （页面存档备份，存于），文化部影視及流行音樂產業局